# Боррелло, Катя
Катя Боррелло (род. 18 сентября 1986, Аоста, Италия) — итальянская шорт-трекистка. 3-хкратный бронзовый призёр чемпионатов мира, чемпионка Европы.

## Спортивная карьера

### 2002-2003 года
Катя Боррелло в 15 лет попала на юниорский чемпионат мира, на котором заняла лишь места в третьем десятке на всех трёх дистанциях. В 2003 году на очередном юниорском чемпионате в Венгрии заняла 10 место на 1000 и 15 место на 1500 метров. В эстафете стала 7-й. В том же году она попала в национальную сборную и участвовала на чемпионате Европы в Санкт-Петербурге, где успешно выиграла золото в эстафете с Мартой Капурсо, Эвелиной Родигари, Марой Дзини, Катей Дзини. Следом состоялся командный чемпионат мира в Софии, на котором было завоёвано третье место. 

### 2004-2005 года
2004 год оказался для Боррелло продуктивным. Сначала на европейском чемпионате в Зутермере вместе с подругами по команде взяла серебро в эстафете, в начале марта на командном чемпионате мира в Санкт-Петербурге выиграла бронзу в команде и в конце марта на чемпионате мира в Гётеборге ещё одну бронзу в эстафете. На Кубке мира в сезоне 2003/04 года выиграла на этапах по две серебряные и бронзовые медали в эстафетах. Катя продолжала также участвовать на юниорских чемпионатах мира, и в общем зачёте заняла 9 место. В 2005 году Боррелло выступила в эстафете на чемпионате Европы в Турине, но команда заняла 4-е место. После этого она завершила карьеру ещё в юниорском возрасте.